# Dosina
Genre
Synonymes
Dosinula Finlay, 1926
Dosina est un genre de mollusques bivalves, de l'ordre des Veneroida et de la famille des Veneridae.

## Liste des espèces
Selon World Register of Marine Species (28 octobre 2019):
- Dosina firmocosta (Marwick, 1927) †
- Dosina mactracea (Broderip, 1835)
- Dosina marwicki (Laws, 1936) †
- Dosina morgani (Suter, 1917) †
- Dosina suboblonga (Marwick, 1927) †
- Dosina uttleyi (Marwick, 1927) †